# KERA
KERA (ケラ) はジェイ・インターナショナルから発行されているファッションデジタルマガジンである。毎月16日発売。1998年の創刊から2017年6月号までは紙媒体で発行されていた。初めは隔月の発売だったが、1999年4月号より月刊化された。

## 概要
雑誌名は当初『KEROUAC』と表記されていた。『路上』という代表作を持つ小説家ジャック・ケルアック（Jack Kerouac）からとったもので、ストリートのカルチャーを取り上げる雑誌として創刊されたことを示している。しかし「（雑誌名が）読めない」という声が多く、2000年4月号より表記を『KERouAc』に改め、その後現表記となる。なお、表紙には創刊当初から、題字の付近やそれのデザインに組み込む形で「ケラ!」と日本語表記がされている。
創刊時の編集長は鈴木真理子。
当初は中沢新一などが寄稿した巻頭言のページや、「カリスマ美容師」にクローズアップした特集も存在したが、ストリートスナップが反響を呼んだことにより、ストリートファッションやそこから派生するカルチャーを取り上げる雑誌に特化していった。
事業の見直しに伴い、2017年4月15日発売の2017年6月号をもって紙媒体による発行を終了し、2017年7月号から電子版へ移行。

## 内容
- 原宿ストリートスナップ。創刊当初からあり、毎号掲載される。たまに著名人や読者モデルの写真も。
- ストリートスナップ。原宿以外の場所。一般人が多い。
- 通販BOOK。見た目は付録冊子のよう。福袋企画などがある。
- コーディネイトランキング。創刊当初からある。2号前の人気ランキングが毎号掲載される。スナップのコーディネイトだけでなく、読者モデルやその号に登場した歌手なども選ばれる。
- ヴィジュアル系バンドの熱心なファンの女性（バンギャ）を購読対象にしている、音楽色の非常に強い雑誌。Alice Nineの将も、lose age時代に読者モデルをしていた。パンク・ファッションを中心にロリータ・ファッションなどのサブカル系ファッションからカジュアル系まで幅広く取り扱っている。洋楽アーティストなどの特集も多いが、近年は漫画やアニメファンを狙った特集も出てきている。

### 表紙を飾ったことがあるタレント、ミュージシャン
- Tama (Hysteric Blue) - 1999年9月号（初のアーティスト起用）. 2000年4月号.11月号
- 今宿麻美 - 1999年10月号
- 飯田圭織（モーニング娘。）- 1999年11月号
- FLIPFLAP - 1999年12月号
- NATSU（センチメンタル・バス）- 2000年1月号. 9月号
- aiko - 2000年3月号
- 千秋 - 2000年6月号
- YOPPY - 2000年8月号. 2001年2月号
- 鮎川陽子 - 2000年10月号
- 矢井田瞳 - 2000年12月号
- 京 (Dir en grey) - 2001年1月号（初の男性）. 2003年2月号
- 黒澤優 - 2001年4月号. 9月号
- GO!GO!7188 - 2001年5月号
- 三原宏之 (ファンタ・ゼロ・コースター) - 2001年6月号
- 土屋アンナ - 2001年6月号. 2002年8月号. 2003年6月号. 2004年6月号. 8月号. 2007年3月号
- 大槻真希 - 2001年8月号
- 黒川智花 - 2003年9月号. 2005年5月号
- エイミー・リー（エヴァネッセンス）- 2003年10月号（初の洋楽アーティスト）
- ベッキー - 2004年3月号. 10月号. 2005年2月号. 11月号. 2006年4月号. 2008年8月号
- 深田恭子 - 2004年6月号. 12月号. 2005年9月号. 2006年2月号. 11月号
下妻物語出演以降起用されるようになった。
- Megu (Zwei) - 2004年7月号
- 加藤夏希 - 2005年4月号
- AYAKO (中ノ森BAND) - 2005年6月号. 12月号. 2007年1月号. 7月号. 12月号
- 北出菜奈 - 2005年8月号. 2006年3月号. 6月号. 10月号. 2007年2月号. 6月号. 9月号. 2008年1月号. 7月号. 2009年1.2月号. 6月号
2006年からは3.4ヶ月に1回のペースで起用され、現在起用回数が最多となっている。
- 上木彩矢 - 2006年8月号. 12月号. 2007年5月号. 8月号. 11月号.2008年3月号
- 平山あや - 2006年9月号. 2007年10月号. 2009年4月号. 12月号
- マーキー (HIGH and MIGHTY COLOR) - 2007年4月号
- 小林涼子 - 2008年2月号. 6月号. 9月号. 2009年3月号. 7月号. 10月号. 2010年11月号. 2011年3月号
- 夏帆 - 2008年4月号
- 上戸彩 - 2008年5月号
- 福田沙紀 - 2008年11月号
- Chielu - 2009年9月号. 2010年4月号
- 武瑠 (SuG) - 2010年2月号
- NEEKO（青春シャンプー）- 2010年2月号
武瑠(SuG) とNEEKO（青春シャンプー）は二人で初表紙を飾った。
- 川島海荷 - 2010年5月
- 成海璃子 - 2010年6月
- きゃりーぱみゅぱみゅ - 2011年8月号. 10月号. 2012年2月号. 7月号. 12月号. 2013年3月号. 8月号. 2014年1月号
- 中川翔子 - 2011年5月号. 2012年3月号. 10月号. 2013年2月号. 7月号. 2014年2月号
- 渡辺麻友 - 2012年5月号. 9月号. 2013年9月号
- 生駒里奈（乃木坂46）- 2013年11月号. 2014年4月号
- 最上もが（でんぱ組.inc）- 2014年3月号. 7月号
- 松井珠理奈（SKE48・AKB48）- 2014年8月号
- 神田沙也加 - 2014年10月号. 2015年3月号
- 中村里砂 - 2014年11月号
- 道重さゆみ（モーニング娘。'14）- 2014年12月号
- 真山りか＆廣田あいか（私立恵比寿中学）- 2015年1月号

## 連載
- ノケモノと花嫁 THE MANGA
- すげぇ大人には理由がある
- 花姫占い
- SuG武瑠の50×50
- SCANDALのガチンコ青春GRAFFITI
- AMO TV
- ピコの引きこもり隊

## 隔月発行の別冊
KERAは今までに多くの別冊雑誌を発行してきた。その殆どが現在は幻の雑誌となっている。

### KERA!MANIAX
休刊中。「KERA」の内容をさらに豊かにしている。毎号にテーマがあり、それに沿った特集をしている。主な内容は、コートニー・ラブなどの洋楽アーティストの特集やスナップの海外編、抽選応募企画など。大抵、毎号の表紙を飾るのは映画「下妻物語」出演の女優深田恭子、音楽アーティストの土屋アンナ。他、タレントのベッキーなど。

### Gothic&Lolita Bible
季刊。タイトル通りゴシック・アンド・ロリータやロリータ・ファッションを中心に扱う。内容的には、ヴィジュアル系アーティストの特集やスナップなどKERA! とあまり変わらない点が多いが、パンク・ファッションなどはあまり扱われない。商業雑誌としての成功例の少ない少数派のファッションを対象としているが、この雑誌は海外などでも知られている。アニメ・漫画の特集やゴスロリとは何の関係もないコスプレ商業の記事も掲載していた。2010年現在、読者モデルが表紙を担当。
2017年5月24日発売号をもって休刊となった。

#### 表紙漫画家一覧
『Gothic&Lolita Bible』表紙を書いたイラスト漫画家を創刊号からの順で挙げる。
- 三原ミツカズ
- 高橋真琴
- 池田理代子
- 中村明日美子

## 関連性の強い著名人

### 読者モデル
- 青木美沙子
- 千景
- AKIRA
- AMO
- 木村優
- 街子
- 九条ライチ
- 鮎水
- URi
- Naki
- 翠
- ユッカ
- 山内あゆみ
- Re:NO
- 春奈るな
- あぽち
- ゆら
- あずさ
- 紅林大空
- 皆方由衣
- oni
- 遊
- みゆはん
- 星名桜子
- くる実
- 麻酔いちご
- 神田沙也加（Lily名義）
- 陽稀
- 乃愛

### モデル
現在の読者モデルには、青木美沙子、URi、アヤコシラタマなどがいる。
それ以外のKERA! 関連のモデル経験のある著名人は以下の通り。
- ベッキー
- 深田恭子
- 土屋アンナ
- 北出菜奈
- 小林涼子
- 上戸彩
- 堀澤かずみ
- いとくとら（DANCEROID）
- Chielu

### 歌手
- Zwei
- きゃりーぱみゅぱみゅ-最初はスナップ写真で登場。スカウトされて専属モデルとなる。当時の名前は『きゃりー』だった。名前の由来は高校時代の本名からのあだ名から。
- 北出菜奈
「KERA!」誌上にてモデル。エッセイ「北出菜奈の乙女心をジャックせよ!」を連載中だが、活動休止に伴い現在は休載している。
- 大槻ケンヂ
「KERA!」エッセイ連載中。『Gothic&Lolita Bible』にも小説を連載しており、その後、前雑誌の連載小説を短編集「ゴスロリ幻想劇場」として発売。
- 上木彩矢
- 上戸彩
- GOU（メガマソ）
- 香奈
- 椎名林檎
- 分島花音
エッセイ「音女の散歩道」を本誌モデルの翠と共に連載中。
- 有村竜太朗
エッセイ「東京パノラマ白書」連載中。過去にも連載を行っており、まとめた書籍が発売された。
- 武瑠（SuG）
- NEEKO
- 揺紗(THE KIDDIE)
- 木下百花(NMB48)
- 佐藤すみれ(SKE48)
- 相沢梨紗(でんぱ組.inc)
- Hysteric Lolita ～感情的少女～
「KERA」読者の中から選ばれた5人組の原宿系ヴィジュアルネオ・ゴシック・ロックガールズバンド